# Hato-Meta-Udo
Hato-Meta-Udo (Hatu-Meta-Udo, Hatumeta-Udo, Hatumetado) ist eine osttimoresische Aldeia im Suco Manutaci (Verwaltungsamt Ainaro, Gemeinde Ainaro). 2015 lebten in der Aldeia 288 Menschen.

## Geographie und Einrichtungen
Die Aldeia Hato-Meta-Udo nimmt zwei Drittel der Gesamtfläche des Sucos Manutaci in dessen Nordwesten ein. Südöstlich befinden sich die Aldeias Rae-Buti-Udo und Bau-Hati-Lau. Im Norden grenzt Hato-Meta-Udo an das Verwaltungsamt Hatu-Builico mit seinem Suco Nuno-Mogue. Die Grenze bildet der Gourete, ein Zufluss des Belulik. Im Südwesten liegt, jenseits des Maumall (ein weiterer Nebenfluss des Belulik), der Suco Ainaro und im Nordwesten die Gemeinde Ermera mit seinen Sucos Parmi und Baboi Leten (beide Verwaltungsamt Atsabe). Im Süden liegt Hato-Meta-Udo knapp unter 1000 m, aber im Norden steigt das Land auf eine Meereshöhe von über 2500 m.
Im Süden liegen das Dorf Hato-Meta-Udo und der Weiler Gugorlau. In Hato-Meta-Udo steht eine Grundschule.